# 夏の雲公園
夏の雲公園（なつのくもこうえん）は、東京都練馬区光が丘にある区立公園である。

## 概要
当公園は光が丘団地の一角にある公園で、団地を囲むように立地しており、南北に細長いプロムナードになっている部分と、遊具や多目的広場のエリア、テニスコートがあるエリアなどがある。普段は光が丘団地界隈に住む人に利用されている。
園内には樹木も多く、春は花見目的で来る人も多い。また定期的に園内ではフリーマーケットも開かれている。

## 主な施設
- じゃぶじゃぶ池(夏になると幼児を対象に水遊びができる)
- 多目的広場
- 庭球場(利用は有料。詳細は外部リンク参照。)

## 隣接施設
- 光が丘団地

## 開園日・時間
- 開園時間:常時開園。無休。(庭球場は夜間は閉鎖されている)
- 入園料は無料。

## アクセス
- 都営大江戸線・光が丘駅から徒歩約5分。